# Marie José Burki
Pour les articles homonymes, voir Burki.
Marie José Burki, née le 11 janvier 1961 à Bienne, en Suisse, est une artiste contemporaine suisse de l'art vidéo et de la photographie, lauréate du Grand Prix suisse d'art / Prix Meret-Oppenheim en 2002. Elle est également professeure aux Beaux-Arts de Paris.
Elle vit et travaille à Bruxelles. Son travail est représenté par la Galerie Baronian-Xippas à Bruxelles et par la Galerie Xippas à Genève.

## Biographie

### Jeunesse et formation
Après avoir passé son enfance à Bienne, Marie José Burki étudie la littérature française et l'histoire à l'Université de Genève. Elle obtient son diplôme en 1988 avec une maîtrise en littérature française sur Raymond Roussel.
À partir de 1983, alors qu'elle poursuit ses études de littérature, elle débute parallèlement des études à l'École supérieure d'art visuel où elle étudie dans la section médias mixtes avec Cherif et Silvie Defraoui dont elle sera diplômée en multimédia en 1989.
Après ses études, elle passe plusieurs mois à la Cité des Art de Paris. Elle obtient ensuite une bourse pour aller au Studio PS One de New York entre 1989 et 1990.
Elle 1992, elle participe à la Documenta 9 de Jan Hoet.
À partir de 1994 et jusqu'en 2004, Marie José Burki est visiting artist à l'Académie royale des beaux-arts d'Amsterdam.

### Carrière
La première grande exposition personnelle de Marie José Burki a lieu à la Kunsthalle de Bâle, en Suisse, en 1995. Elle est exposée pour la première fois à Paris à la Galerie Nelson en 1997. Cette exposition est suivie par une seconde à New York à la Galerie Lehmann Maupin.
Entre 1998 et 1999, elle a une série d'expositions personnelles à la Kunsthalle de Berne (Suisse), à la Kunstverein à Bonn, en Allemagne, au Camden Arts Center à Londres ainsi qu'à la Kunstverien à Stuttgart en Allemagne. Une  exposition personnelle lui est consacré en 2000 - 2001 au Musée d'art et d'histoire de Genève.
Elle développe  en 1997 un film et projet audio pour l'espace public à New York. La présentation a lieu en mai 2001.
De 2000 à 2002, Marie José Burki dirige le Post-diplôme de l'École Nationale Supérieure des Beaux-Arts de Lyon. De 2003 à 2008, elle est professeure d'art vidéo à l'Université des Beaux-Arts de Hambourg, elle occupe cette fonction jusqu'en 2008.
Sa première exposition personnelle dans un musée belge a lieu en 2003 au Musée des arts contemporains au Grand Hornu.
Marie José Burki a depuis participé à de nombreuses expositions collectives, par exemple, au Museum Folkwang à Essen, en Allemagne, à Fondation Calouste-Gulbenkian à Lisbonne ou encore en Belgique, au Musée d'Art contemporain d'Anvers (Muhka) et à la Centrale pour l'art contemporain à Bruxelles.
Ses œuvres sont exposées dans de nombreuses collections, dont le Musée cantonal des beaux arts de Lausanne, le Musée d'art moderne et contemporain à Genève, le  Camdem Arts Center à Londres, la Fondation Calouste Gulbenkian à Lisbonne, le Musée des Arts Contemporains, Grand Hornu et le Fonds national d'art contemporain (FNAC) à Paris.
Elle exerce depuis 2009 en tant que cheffe d'atelier aux Beaux-Arts de Paris. En 2015, elle accède au poste de responsable du 3e cycle qu'elle quitte en 2020.

## Œuvre
La photographie, le néon et la vidéo sont les outils de prédilection de Marie José Burki. « Mon travail se fait disons entre les mots et les images, comme par frottements divers. Mon travail est à la croisée de l’image et de l’idée, les néons font d’une pensée une image, d’une certaine manière je fais là le chemin inverse de ce que je fais avec les vidéos. [...] Écrire sans lever le crayon du papier est une trace plutôt qu’une écriture, cette trace est ensuite suivie par l’artisan néoniste qui courbe son tube en suivant le dessin de cette trace. » confie t’elle dans un entretien.
Les expositions de Marie José Burki articulent et confrontent différents média. Elles offrent au visiteur une déambulation aussi bien temporelle que spatiale. Au travers de dispositifs visuels, Marie José Burki met en œuvre un rapport sans cesse repensé entre images fixes et images en mouvement et interroge notre perception du réel, ainsi que la prolifération, la circulation des images qui l’envahissent.
Les œuvres composant la série De nos jours (2003-2008) se concentrent sur l’observation de notre quotidien. Avec une narration quasiment absente, elles convoquent une description qui se joue des codes du pictural et du littéraire, questionnant le rapport à la pose des corps dans l’image de même que les notions de temps, d’espace et de perception. L’attente et l’ennui, l’oisiveté sont des situations qu’observe Marie José Burki. Sa caméra filme les corps alanguis dans l’intimité d’un salon où semble s’être déroulée une fête fastueuse, ou d’une chambre d’hôtel dans l’attente d’une autre fête, le temps passe, il ne se passe rien. Dépeindre et mettre en crise sont les composantes de l’œuvre de Marie José Burki qui pointe la perte de consistance du réel contemporain.

## Prix et distinctions
- 1985 : Prix Unesco du Festival de Vidéo, Suisse.
- 1988 : Deuxième Prix de la 3. Vicennale Bonn[1], Allemagne.
- 1992 : Prix de reconnaissance de la Fondation Vordemberge-Gildewart, Allemagne[16].
- 1993 : Prix Nordmann[1], Suisse.
- 1996 : Prix de l’art vidéo, UBS[1], Suisse.
- 1998 : Prix MUBA[1], Suisse.
- 1998 : Prix Société de Banque Suisse “200e anniversaire”[1], Suisse.
- 2000 : Prix d'art contemporain de la Banque cantonale de Genève[5], Suisse.
- 2002 : Prix  Meret Oppenheim/Grand Prix suisse d'art[17], Suisse.
- 2017 : Prix ProLitteris Art Price[18], Suisse.
- 2018 : Sabam Award (nl) de la Société belge des auteurs, compositeurs et éditeurs[19], Belgique.